# Palazzo Zoya

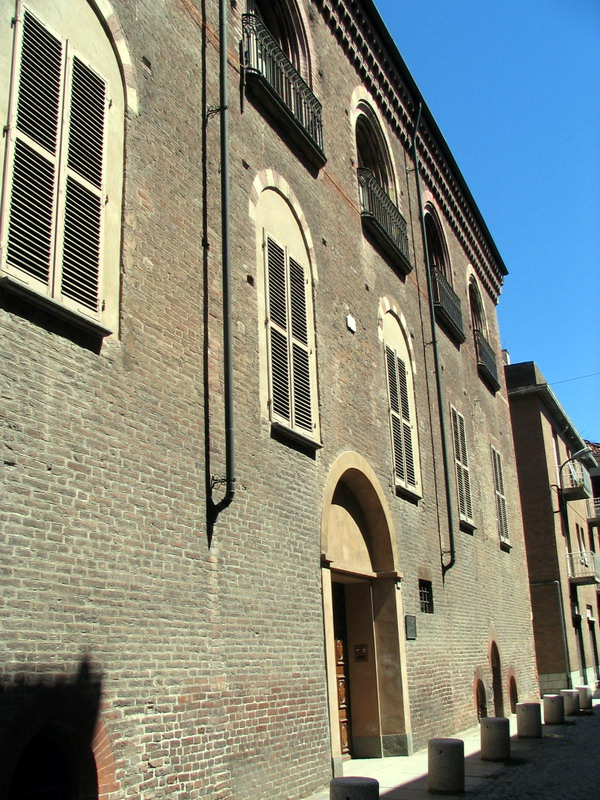
L'ingresso

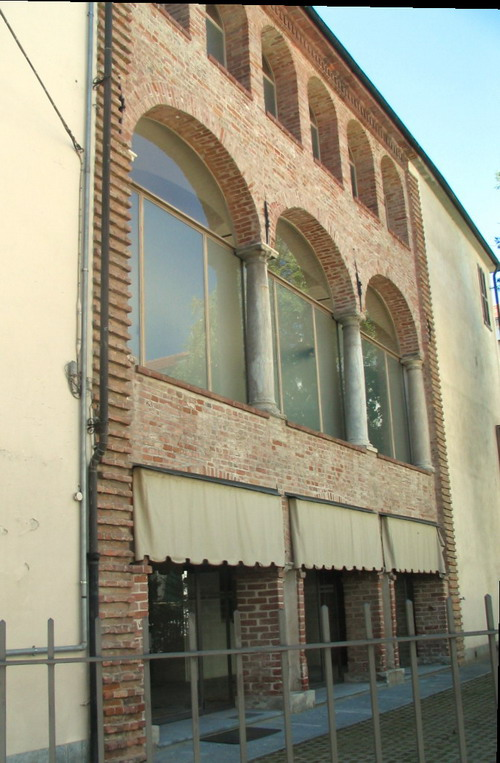
La galleria rinascimentale

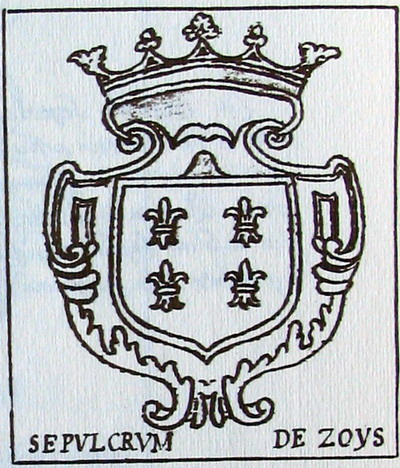
Stemma degli Zoya

Palazzo Zoya è un palazzo medievale di Asti situato in via Carducci, nel Rione Cattedrale. È stato considerato erroneamente dal Gabiani come probabile sede del Comune in epoca consolare.

## Le origini
Il palazzo nasce dall'accorpamento in periodo duecentesco di alcuni edifici medievali preesistenti. Anteriormente due edifici a base quadrata erano divisi da un'entrata che immetteva nella "corte", delimitata posteriormente da altri due edifici medievali. Alla fine del Duecento, si chiuse il varco d'entrata e l'edificio venne sopraelevato di un piano, con la costruzione di sei grandi finestre monofore, di cui tre in cotto e laterizio alternati.

## Il Cinquecento
Il piano nobile venne ristrutturato, con l'innalzamento delle volte e la dipintura dei soffitti lignei con profili di personaggi coronati d'alloro alla moda rinascimentale.
Nel 1577 l'edificio passò alla famiglia Zoya, in particolare a Bonifacio, dottore in medicina. Bonifacio intervenne sul palazzo, con il "gusto dell'epoca", facendo costruire prospiciente la facciata interna una bellissima loggia, a doppio ordine di arcate, sostenute da colonne che recano sui capitelli le iniziali BO-ZO del committente.
Anche la sala del piano nobile venne affrescata con satiri e grifoni in stile classico, tipico dell'epoca.

## La famiglia Zoya
La famiglia sviluppò l'attività casaniera sul principio del Trecento, in Savoia.

Per la loro attività, Guglielmo Zoya dovette subire un processo per usura nel 1356.
La famiglia nei secoli accrebbe notevolmente il proprio patrimonio, al punto tale che nel testamento di Bonifacio Zoya, del 1618, egli risultava proprietario di una considerevole quantità di beni immobili nel Borgo Santa Maria Nuova, in Valle Andona, Azzano, Valmanera, Scurzolengo, Castell'Alfero, Revigliasco, Casabianca.
Nei primi anni del Seicento gli Zoya vengono infeudati con il titolo di Conte. La famiglia si prodigò per la Cattedrale, al punto tale da erigere a proprie spese la cappella di San Teobaldo (1676) e lasciando dei denari per la regolare manutenzione.
L'ultimo discendente, Secondo Ludovico, fu sepolto in Cattedrale nel 1735, di fronte alla cappella di San Teobaldo.

## Curiosità
Gli Zoya ricevettero in questo palazzo nel 1702 Madama Reale Maria Giovanna Battista di Savoia e le Serenissime di Carignano nel 1713.